# Snow Peak (bergstopp i Sydgeorgien och Sydsandwichöarna)
Snow Peak är en bergstopp i Sydgeorgien och Sydsandwichöarna (Storbritannien). Den ligger i den nordvästra delen av Sydgeorgien och Sydsandwichöarna. Toppen på Snow Peak är 859 meter över havet.
Terrängen runt Snow Peak är kuperad. Havet är nära Snow Peak norrut. Snow Peak är den högsta punkten i trakten. Det finns inga samhällen i närheten. 